# Chặng đua GP Emilia Romagna 2020
Chặng đua GP Emila Romagna 2020 (tên chính thức là  Formula 1 Emirates Gran Premio dell'Emilia Romagna 2020) là chặng đua thứ 13 của Giải đua xe Công thức 1 2020. Chặng đua diễn ra từ ngày 31 tháng 10 đến 01 tháng 11 năm 2020 tại trường đua  Autodromo Internazionale Enzo e Dino Ferrari, Italia. Người chiến thắng là Lewis Hamilton của đội đua Mercedes.

## Bối cảnh
Chặng đua GP Emilia Romagna 2020 là chặng đua được bổ sung vào lịch thi đấu sau khi nhiều chặng đua bị hủy vì đại dịch Covid-19. Đây là chặng đua chỉ diễn ra trong hai ngày thứ Bảy và Chủ Nhật (không tổ chức ngày đua thứ Sáu như thông lệ)

## Diễn biến chính
Valtteri Bottas giành pole và giữ được vị trí dẫn đầu ở pha xuất phát. Người đeo bám anh là Max Verstappen. Sau đó thì cả hai tay đua đều vào pit sớm để tránh bị đối phương tấn công chiến thuật lẫn nhau. Trong khoảng thời gian này thì Lewis Hamilton có được vị trí dẫn đầu.
Đến vòng 28, do chiếc xe của Esteban Ocon bị hư, đậu ở lề đường nên các trọng tài bật tín hiệu xe an toàn ảo. Đến lúc này thì Hamilton mới vào pit và nhảy cóc thành công hai đối thủ cạnh tranh trực tiếp. Tay đua người Anh bảo toàn được ưu thế và giành được chiến thắng.
Verstappen dù sau đó đã vượt được Bottas nhưng lại bị nổ lốp phải bỏ cuộc. Vị trí P3 vì thế đã thuộc về Daniel Ricciardo.
Sau chặng đua, Hamilton gia cố ngôi đầu bảng xếp hạng với 282 điểm.

## Kết quả
| Stt                                                        | Số xe | Tay đua            | Đội đua                   | Lap | Thời gian       | Xuất phát | Điểm |
| ---------------------------------------------------------- | ----- | ------------------ | ------------------------- | --- | --------------- | --------- | ---- |
| 1                                                          | 44    | Lewis Hamilton     | Mercedes                  | 63  | 1:28:32.430     | 2         | 26   |
| 2                                                          | 77    | Valtteri Bottas    | Mercedes                  | 63  | +5.783          | 1         | 18   |
| 3                                                          | 3     | Daniel Ricciardo   | Renault                   | 63  | +14.320         | 5         | 15   |
| 4                                                          | 26    | Daniil Kvyat       | AlphaTauri-Honda          | 63  | +15.141         | 8         | 12   |
| 5                                                          | 16    | Charles Leclerc    | Ferrari                   | 63  | +19.111         | 7         | 10   |
| 6                                                          | 11    | Sergio Pérez       | Racing Point-BWT Mercedes | 63  | +19.652         | 11        | 8    |
| 7                                                          | 55    | Carlos Sainz Jr.   | McLaren-Renault           | 63  | +20.230         | 10        | 6    |
| 8                                                          | 4     | Lando Norris       | McLaren-Renault           | 63  | +21.131         | 9         | 4    |
| 9                                                          | 7     | Kimi Räikkönen     | Alfa Romeo Racing-Ferrari | 63  | +22.224         | 18        | 2    |
| 10                                                         | 99    | Antonio Giovinazzi | Alfa Romeo Racing-Ferrari | 63  | +26.398         | 20        | 1    |
| 11                                                         | 6     | Nicholas Latifi    | Williams-Mercedes         | 63  | +27.135         | 19        |      |
| 12                                                         | 5     | Sebastian Vettel   | Ferrari                   | 63  | +28.453         | 14        |      |
| 13                                                         | 18    | Lance Stroll       | Racing Point-BWT Mercedes | 63  | +29.163         | 15        |      |
| 14                                                         | 8     | Romain Grosjean    | Haas-Ferrari              | 63  | +32.935         | 16        |      |
| 15                                                         | 23    | Alexander Albon    | Red Bull Racing-Honda     | 63  | +57.284         | 6         |      |
| Ret                                                        | 63    | George Russell     | Williams-Mercedes         | 51  | Accident        | 13        |      |
| Ret                                                        | 33    | Max Verstappen     | Red Bull Racing-Honda     | 50  | Spun off        | 3         |      |
| Ret                                                        | 20    | Kevin Magnussen    | Haas-Ferrari              | 47  | Gearbox/Illness | 17        |      |
| Ret                                                        | 31    | Esteban Ocon       | Renault                   | 27  | Gearbox         | 12        |      |
| Ret                                                        | 10    | Pierre Gasly       | AlphaTauri-Honda          | 8   | Coolant leak    | 4         |      |
| Fastest lap: Lewis Hamilton (Mercedes) – 1:15.484 (lap 63) |       |                    |                           |     |                 |           |      |

Nguồn: Trang chủ Formula1